# Бух (Рейн-Лан)
Бух (нім. Buch) — громада в Німеччині, розташована в землі Рейнланд-Пфальц. Входить до складу району Рейн-Лан. Складова частина об'єднання громад Наштеттен.
Площа — 4,19 км2. Населення становить 610 ос. (станом на 31 грудня 2020).

## Галерея

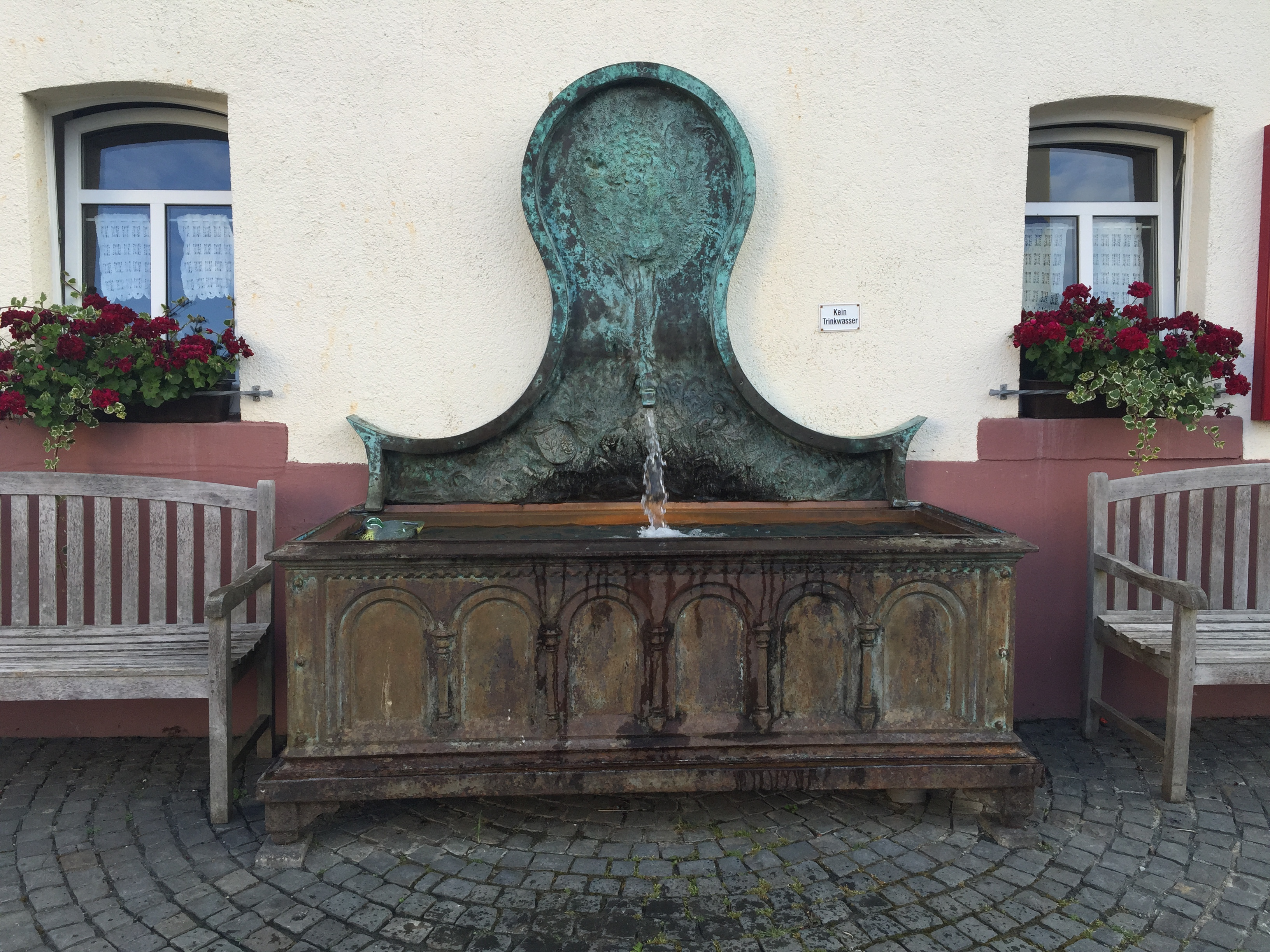